# Crossdressing in der Literatur

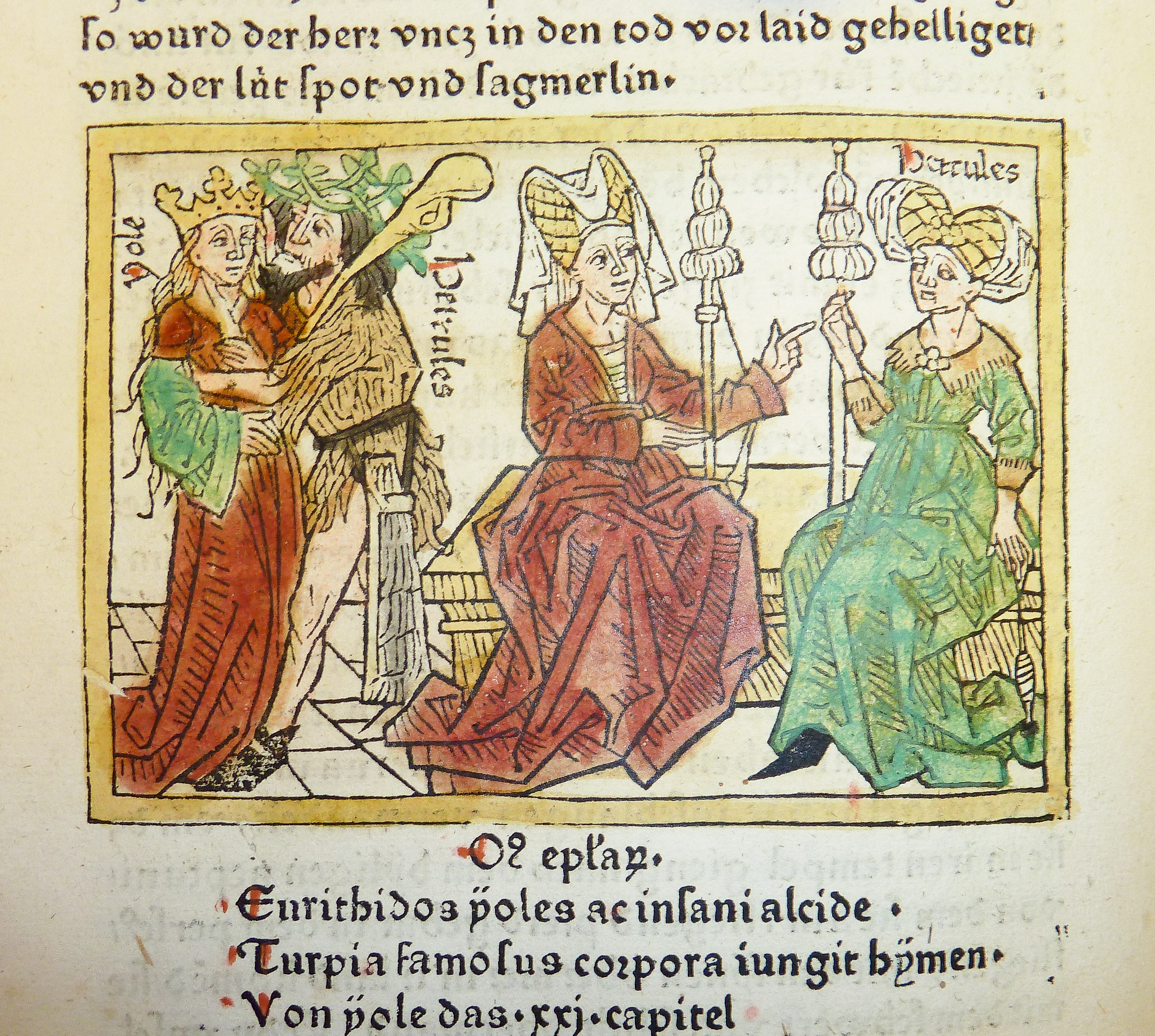
Herkules in Frauenkleidung (rechts), Illustration zu Heinrich Steinhöwels Übersetzung von Giovanni Boccaccios De mulieribus claris, 1473

Crossdressing in der Literatur ist das innerhalb eines literarischen Werkes auftretende Tragen von Kleidung, die nicht der Geschlechterrolle der Figur entspricht (siehe Crossdressing). Es handelt sich um ein literarisches Motiv, das bereits aus der griechisch-römischen Literatur der Antike bekannt ist und in der mittelalterlichen Literatur immer wieder thematisiert wurde. Auch in der modernen Literatur der letzten Jahrhunderte kommt Crossdressing vor.

## Funktionen und Hintergrund
Die Funktionen des Crossdressings in der Literatur können sich je nach (beschriebener oder Entstehungs-)Epoche und Identität der betreffenden Figur unterscheiden. Während bei Frauen, die sich Männerkleidung anziehen, oftmals der Wunsch nach Sicherheit auf Reisen oder der Zugang zu beruflichen Tätigkeiten, die traditionell Männern vorbehalten sind oder waren, den Hintergrund bilden, übernehmen Männer, die in eine weibliche Rolle schlüpfen, meist komödiantische Züge. Ein sehr bekanntes Beispiel ist der vermenschlichte Wolf im Märchen Rotkäppchen, der sich als Großmutter verkleidet.
Das Verkleiden kann ein wichtiges Element der Handlung sein oder auch vereinzelt vorkommen. Nicht immer lässt sich eine klare Grenze zwischen Crossdressing und Transgender ziehen, gerade bei historischen Werken.
Als Kulturphänomen kann Crossdressing allerdings auch als Kritik an einer binären Ordnung im Allgemeinen, nicht nur in Bezug auf die vertauschten Geschlechterrollen, verstanden werden. Marjorie Garber beschreibt den Hintergrund dieser Erscheinung als „Kategorienkrise“.
Die folgende Aufteilung in historische Epochen ist keine feste Grenzziehung und dient lediglich der chronologischen Nachverfolgung des Motivs. Bestimmte Erzählmuster, die oft mit Crossdressing verknüpft sind, ziehen sich dabei durch die Jahrhunderte, beispielsweise das Fleischpfand-Motiv in Verbindung mit der Verkleidung einer Frau als Richter: Es taucht unter anderem in der altfranzösischen Fassung des Dolopathos (13. Jh.), Giovanni Fiorentinos Il Pecorone (14. Jh.), William Shakespeares Der Kaufmann von Venedig (Ende 16. Jh.), der dänischen Histoire om den dyrekjøbte Isabella (1805) und zwei isländischen Sagas (18./19. Jh.) sowie in persischen, arabischen und serbischen Erzählungen auf. Auch in geographischer Hinsicht sowie über verschiedene literarische Gattungen hinweg ist Crossdressing als literarisches Motiv also weit verbreitet.

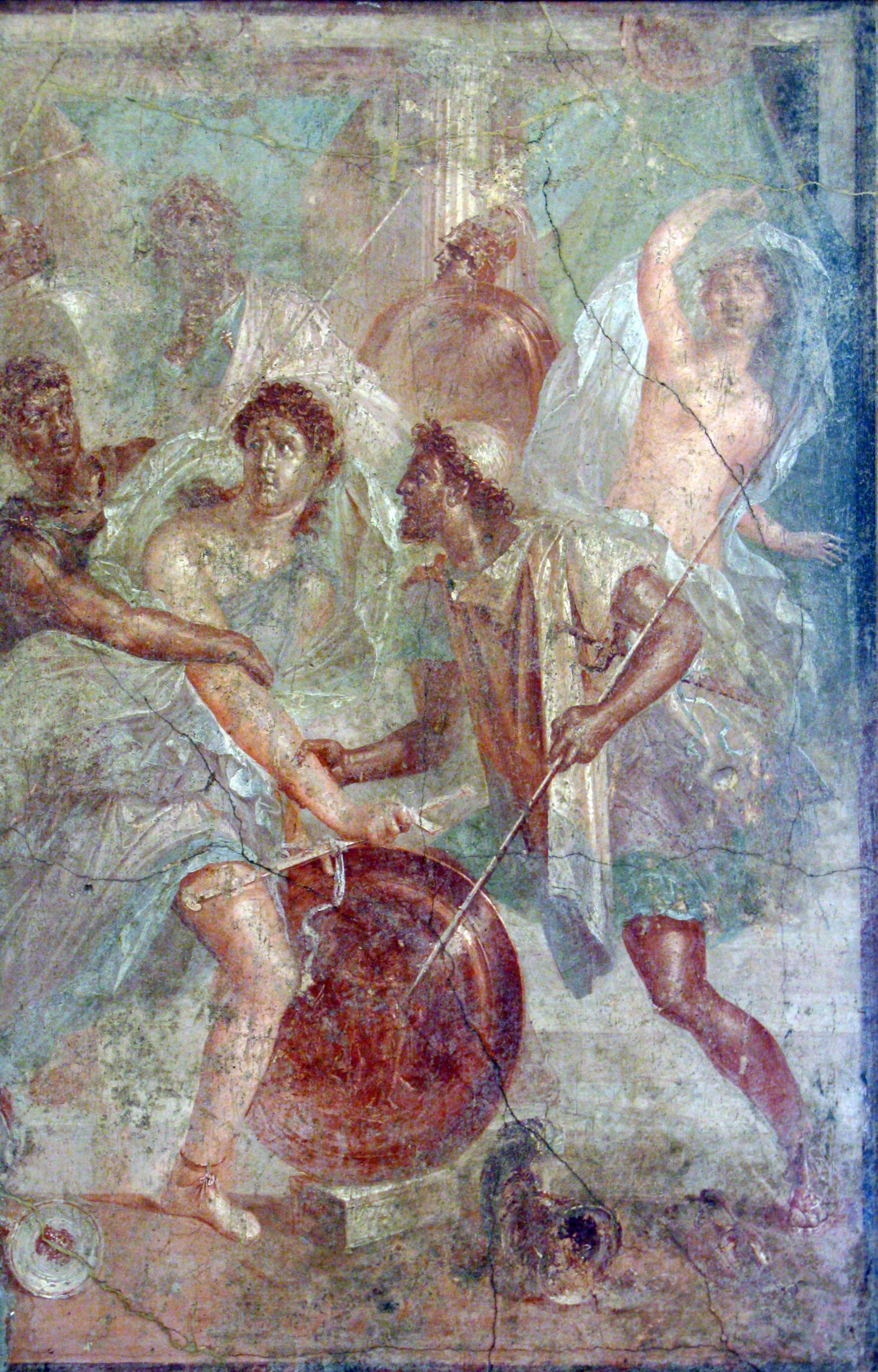
Achilles in Frauenkleidern (Fresko aus Pompeji)

## Crossdressing in der antiken Literatur
Bereits in den erhaltenen altgriechischen Theaterstücken von Aristophanes kommt Crossdressing vor: Thesmophoriazousai (uraufgeführt 411 v. u. Z.) handelt von einer Frauenversammlung anlässlich des Thesmophorienfestes, bei der sich ein als Frau verkleideter Mann einschleicht und entdeckt wird. In der Komödie Frauen in der Volksversammlung (geschrieben um 392 v. u. Z.) verkleiden sich die Frauen Athens als Männer, gelangen so in die Volksversammlung und übernehmen die Macht.
Bekannten Helden wird Crossdressing gerne in späteren Adaptionen zugeschrieben. So trägt Herakles in einigen lateinischen Erzählungen Frauenkleider, als er der Königin Omphale als Sklave dienen muss; in Ovids Version der Geschichte in den Heroides zwingt die Königstochter Iole Herakles dazu. In der Achilleis des Publius Papinius Statius, verfasst zwischen 94 und 96, wird der junge Achilleus als Mädchen verkleidet, damit er nicht in den Krieg ziehen muss; er wird jedoch entdeckt, als er in einer Alarmsituation nach Schild und Waffe greift.

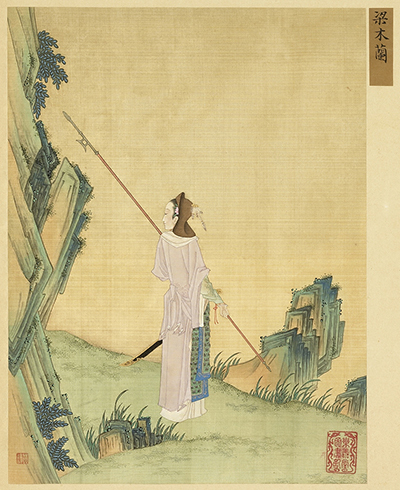
Illustration zu einem Gedicht über Hua Mulan

## Crossdressing in der mittelalterlichen Literatur
„Als Männer verkleidete Frauen und als Frauen verkleidete Männer sind in der mittelalterlichen Literatur ein beliebtes Motiv.“

Ein frühes Beispiel ist die chinesische Ballade von Mulan, die im 6. Jahrhundert schriftlich festgehalten wurde. Hua Mulan verkleidet sich darin als Mann und zieht anstelle ihres Vaters in den Krieg. Die schriftliche Aufzeichnung der chinesischen Volkssage von Liang und Zhu geht bis in die Tang-Dynastie zurück. Sie erzählt von einer jungen Frau namens Zhu, die sich als Mann verkleidet, um zur Schule gehen zu dürfen, und sich in den Studenten Liang verliebt.
In der altnordischen Literatur kommt Crossdressing mehrfach vor. Männer verkleiden sich beispielsweise als Frauen, um ihren Feinden zu entkommen; in der Brennu Njáls saga – als einzige Isländersaga, in der sich ein Mann als Frau verkleidet – schlägt ein solcher Versuch allerdings fehl und der betreffende Crossdresser wird getötet. Auch in den Erzählungen über die nordischen Götter gibt es Beispiele:  In der eddischen Þrymskviða, die von Komik geprägt ist, verkleiden sich Thor als Braut und Loki als Dienerin, um den gestohlenen Hammer Mjölnir zurückzuerlangen. Odin nutzt die Verkleidung als Frau, um sich der Königstochter Rinda zu nähern und sie zu vergewaltigen, wie Saxo Grammaticus in den lateinischsprachigen Gesta Danorum (um 1200) erzählt. Frauen verkleiden sich hingegen als Männer, um Waffen zu tragen, zum Beispiel Bróka-Auðr („Hosen-Auðr“) in der altisländischen Laxdæla saga, die Männerkleidung anzieht und Waffen benutzt, um ihre Rache zu bekommen. In der Ljósvetninga saga trägt eine Seherin Männerkleidung und schlägt mit einer Axt in Wasser, um eine Vorhersage zu treffen. Hervör, die Protagonistin der Hervarar saga ok Heiðreks konungs, führt unter dem Männernamen Hervarð zeitweise eine Wikingerschar an. Die Königstochter Þornbjörg in der Hrólfs saga Gautrekssonar nimmt den männlichen Namen Þórberg an und weist alle Brautwerber zurück, bis sie im Kampf besiegt wird. Auch Saxo Grammaticus beschreibt skandinavische Kriegerinnen, die sich wie Männer kleiden, darunter Lathgertha, Alvild und Gurith.
Im mittelhochdeutschen Trojanerkrieg Konrads von Würzburg aus dem 13. Jahrhundert wird der als Frau verkleidete Achilles Jocundille genannt und sein Zusammenleben mit Dêîdamîe und den anderen Frauen ausführlich geschildert. Auch Hugdietrich aus Wolfdietrich (Mitte 13. Jahrhundert) zieht Frauenkleider an, um einer Königstochter nahezukommen und mit dieser einen Sohn zu zeugen. Der Protagonist im Vrouwen dienest (1255) Ulrichs von Liechtenstein hingegen kann seine Angebetete nicht durch eine Turnierfahrt in Venusverkleidung für sich gewinnen.
Der altfranzösische Roman de Silence aus dem 13. Jahrhundert handelt von einer Adligentochter, die als Junge aufgezogen wird, um später das Erbe ihrer Eltern antreten zu können.
Eine Parallele dazu bildet die japanische höfische Erzählung Ariake no Wakare aus dem späten 12. Jahrhundert.
In Giovanni Boccaccios Decamerone aus dem 14. Jahrhundert verkleiden sich einzelne Frauen als Männer, um ihren Status zu erhöhen oder ihrem Ehemann zu entkommen. Auch in De mulieribus claris (1374), seiner Sammlung von Frauenbiographien, kommt Crossdressing vor: Giovanni Boccaccio greift darin die antike Erzählung von Iole auf, die Herakles dazu bringt, Frauenkleidung zu tragen.

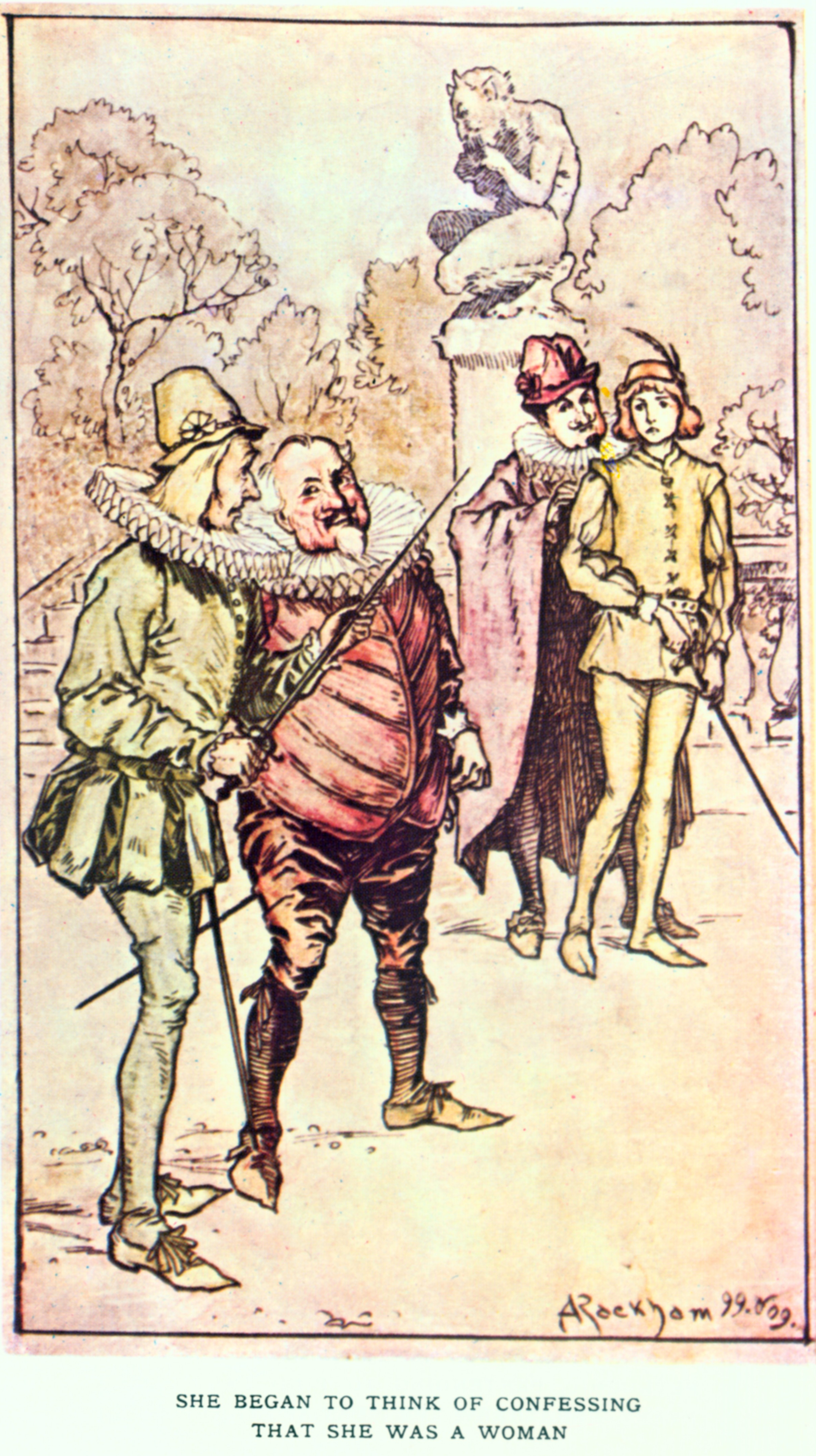
Viola (rechts) als Page in William Shakespeares Was ihr wollt (Buchillustration)

## Crossdressing in der frühneuzeitlichen Literatur
Weibliche Ritter in Plattenrüstung, die von anderen Figuren als männlich wahrgenommen werden, tauchen in Ludovico Ariostos Versepos Orlando furioso (1516) und Edmund Spensers The Faerie Queene (1590) auf.
In englischen Texten von Ende des 16. bis Anfang des 17. Jahrhunderts gibt es insgesamt über 30 Beispiele für Männer, die sich als Frauen verkleiden und davon teilweise auch profitieren.
Im frühneuzeitlichen Theater wurde Crossdressing häufig inszeniert; es spielt auch in mehreren von William Shakespeares Stücken eine wichtige Rolle: In seinen Komödien Zwei Herren aus Verona, Der Kaufmann von Venedig, Wie es euch gefällt und Was ihr wollt, die alle um 1600 entstanden, verkleidet sich jeweils eine junge Frau als Mann: die edle Veroneserin Julia als Page Sebastian, die junge Adlige Portia als Advokat Balthasar, Rosalind als Ganymed und Viola als Page Cesario. In Die lustigen Weiber von Windsor hingegen wird Falstaff als Frau verkleidet, was zu seiner Lächerlichkeit beiträgt. Weniger bekannt ist Ben Jonsons Komödie Epicoene, in der ebenfalls ein Mann in Frauenkleidern auftritt.
In Aphra Behns Tragikomödie The Widow Ranter, or, the History of Bacon in Virginia (1689) schlüpft die junge Witwe Ranter in Männerkleidung und zieht so in den Kampf.
Im 18. Jahrhundert gewann das Phänomen des Crossdressings, bei dem sich Frauen zeitweise als Männer verkleideten, an Popularität. So verkleidet sich in der Komödie Die falsche Zofe (1724) von Pierre Carlet de Marivaux eine Gräfin als Chevalier. In Louise d’Épinays La Fille Amazone aus den Conversations d’Émilie (1774) dient Crossdressing sogar einem pädagogischen Zweck. 1789 erschien Goethes Büchlein Das Römische Carneval, welches er auch in sein autobiographisches Werk Italienische Reise (1813–1817) aufnahm. Darin schildert er unter anderem anschaulich das Crossdressing beim Karneval in Rom, genauer beim Mummenschanz auf der Via del Corso (siehe Crossdressing als kulturelle Handlung).

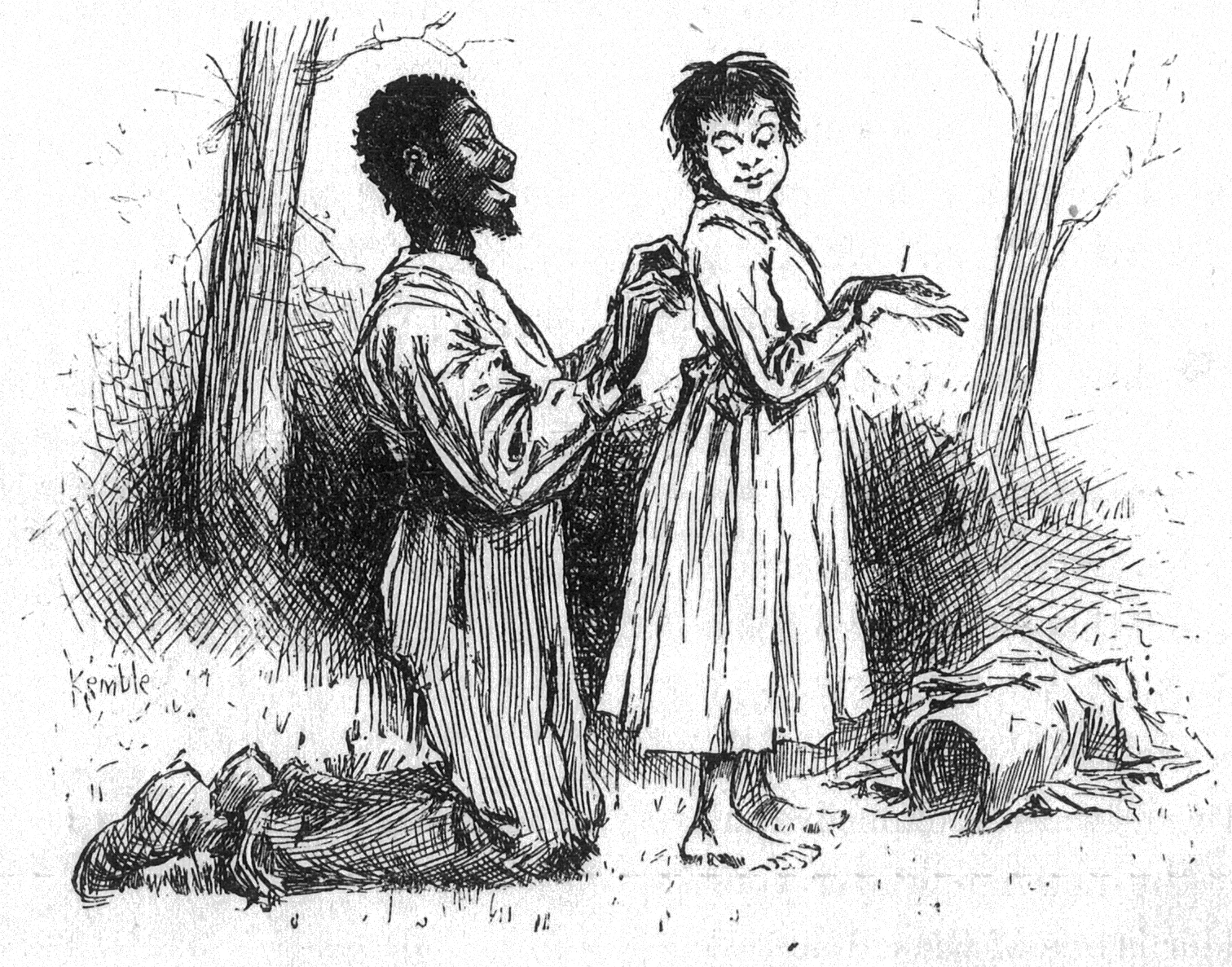
Huckleberry Finn wird als Mädchen verkleidet (Buchillustration, 1885)

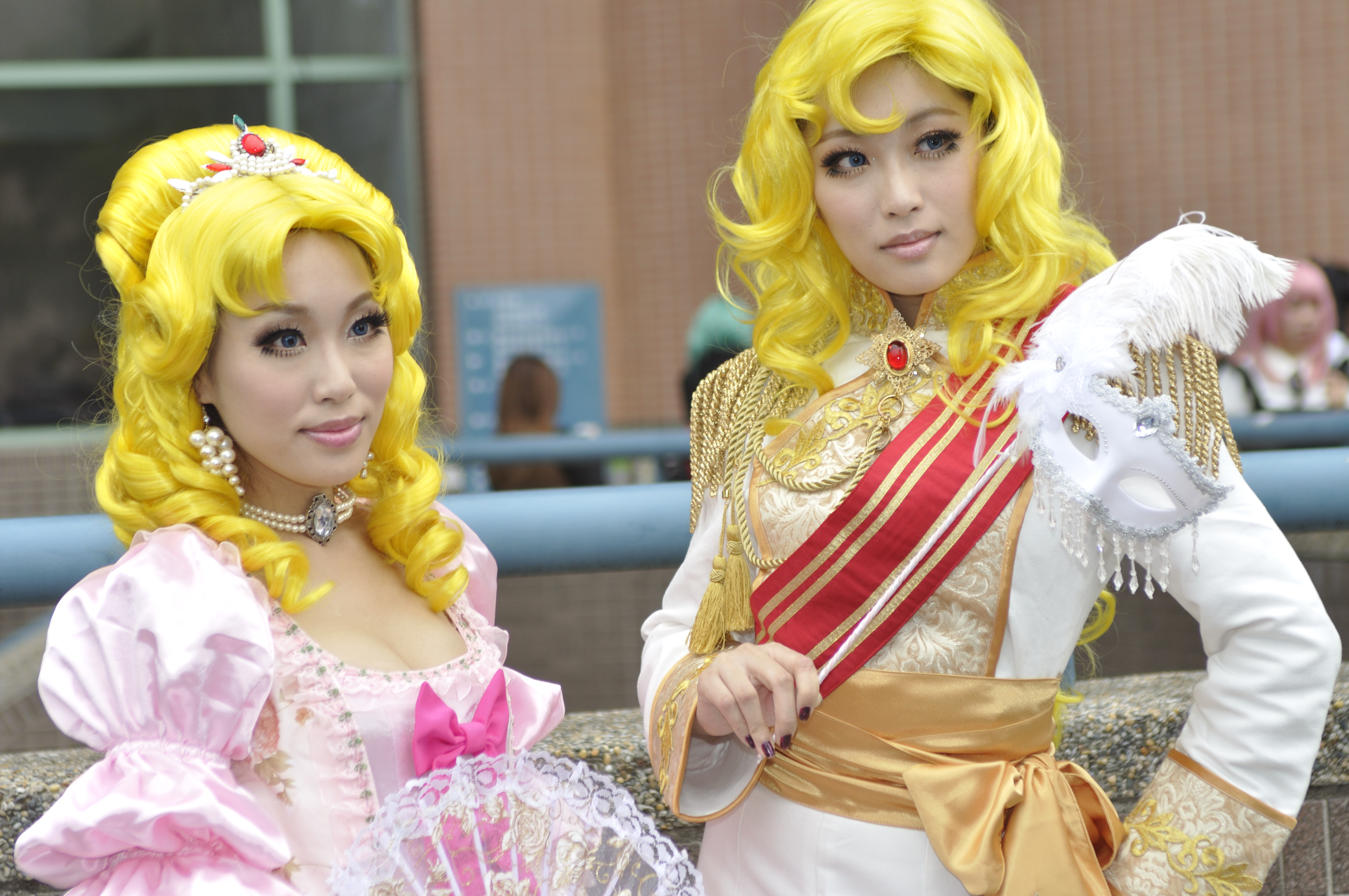
Oscar (rechts) aus Die Rosen von Versailles (Cosplay, 2011)

## Crossdressing in der modernen Literatur
Bei Die zwölf Jäger, veröffentlicht in Grimms Märchen 1812, handelt es sich um zwölf junge Frauen in Jägerkleidung. In der Novelle Das Wirtshaus im Spessart (1826, verfilmt 1923 und 1958) aus Wilhelm Hauffs Märchenalmanach wird hingegen ein Goldschmied als Gräfin verkleidet, um deren Entführung zu verhindern.
Der schwedische Dieb Lasse-Maja, der sich häufig als Frau verkleidete, um der Verhaftung zu entgehen, wurde durch seine Autobiographie Lasse-Majas besynnerliga öden (1833) berühmt, die er während eines jahrzehntelangen Gefängnisaufenthalts aufschreiben ließ.
Im 19. Jahrhundert kam es zudem zu einer Krise der Geschlechterdichotomie, die sich auch in der Literatur niederschlug. In Carl Jonas Love Almqvists Törnrosens bok (1834), das sich um den Tod des schwedischen Königs 1792 herum abspielt, wechselt eine Person namens Tintomara mehrfach zwischen Frauen- und Männerkleidung; der Autor benutzt das Pronomen „sie“ für die Figur, beschreibt sie allerdings auch als androgyn. Ebenfalls mit historischen Elementen spielt Conrad Ferdinand Meyers Novelle Gustav Adolfs Page (1882), in der ein als Junge verkleidetes Mädchen 1632 Page des schwedischen Königs wird. In der Zeit der englischen Rosenkriege spielt Robert Louis Stevenson Abenteuerroman Der Schwarze Pfeil (1883), in dem sich wiederum ein Mädchen als Junge verkleidet. In Mark Twains Die Abenteuer des Huckleberry Finn (1884) hingegen verkleidet sich der Protagonist kurzfristig und wenig erfolgreich als Mädchen.
Die Titelfigur von George Moores Novelle Albert Nobbs (1918, bekannt durch die Verfilmung von 2011) ist eine Frau, die sich jahrzehntelang als Mann ausgibt. In der Oper Arabella (1933) wird die jüngere Schwester der Titelfigur als Junge ausgegeben, um Ausstattungskosten zu sparen, was aber zu weiteren Verwicklungen führt. Georgina, eine der Fünf Freunde (Serie von Enid Blyton, 1940er – 1960er), lässt sich lieber George nennen und tritt durchgehend als Tomboy auf.
In J. R. R. Tolkiens Epos Der Herr der Ringe (1955) zieht Éowyn als Mann verkleidet unter dem Namen Dernhelm in den Krieg. Als Schlosswache kämpft Oscar, die als Junge erzogene Tochter eines Generals in dem auch als Lady Oscar verfilmten Manga Die Rosen von Versailles (1972–1973) von Riyoko Ikeda, der kurz vor der Französischen Revolution spielt. In der Fantasy-Romanreihe Das Lied der Löwin (1983–1988) von Tamora Pierce verkleidet sich die Hauptfigur Alanna als Junge, um eine Ritterausbildung zu absolvieren.
1983 wurde Isaac Bashevis Singers Kurzgeschichte Yentl the Yeshiva Boy über eine Jüdin, die sich zum Zwecke des Jeschiwa-Studiums als Mann ausgibt, verfilmt. Auch Anne Fines Roman Mrs. Doubtfire (1987), in dem sich ein Mann als Kindermädchen verkleidet, wurde vor allem durch die Verfilmung bekannt, ebenso wie David Henry Hwangs Theaterstück M. Butterfly (1988, verfilmt 1993), in dem ein chinesischer Opernsänger stets in weiblicher Rolle auftritt und zur Geliebten eines französischen Diplomaten wird.
In der Manga- und Animeserie Fushigi Yuugi (1991–1996) von Yuu Watase übernimmt Nuriko die Rolle seiner verstorbenen Schwester inklusive ihrer Kleidung. Mizuki Ashiya, die Hauptfigur der Shōjo-Mangaserie Hana-Kimi (1996–2004; mehrere Realverfilmungen), gibt sich als Junge aus, um an einer reinen Jungenschule zugelassen zu werden. Die auch als Anime umgesetzte Mangaserie Ouran High School Host Club (2002–2010) von Bisco Hatori dreht sich um Haruhi Fujioka, die sich als Junge verkleidet, um in dem Host Club ihrer Schule arbeiten zu können. In Princess Princess (2002–2006) von Mikiyo Tsuda, ebenfalls eine Shōjo-Mangaserie, verkleiden sich hingegen die hübschesten Jungen der Schule als Prinzessinnen.
Terry Pratchetts Scheibenwelt-Roman Weiberregiment (2003) handelt von einer militärischen Truppe aus Frauen, die allesamt als Männer verkleidet sind.